# Raul Willfratt
Raul Willfratt  (* 2001) ist ein Schweizer Unihockeyspieler, der beim Nationalliga-A-Verein Floorball Köniz unter Vertrag steht.

## Karriere

### Verein
Willfratt debütierte bereits 2018 als 17-Jähriger in der Nationalliga A bei Floorball Köniz. Zu diesem Zeitpunkt spielte er in der U18-, der U21- und der Nationalliga-A-Mannschaft des Vorstadtclubs. In der nachfolgenden Saison wurde der U21-Junior in den Förderkader aufgenommen und absolvierte 19 Partien in der höchsten Spielklasse.

### Nationalmannschaft
Zwischen 2018 und 2019 gehörte er der Schweizer U19-Nationalmannschaft an. Mit der U19 nahm er an der Weltmeisterschaft in Halifax teil und erzielte ein Tor und zwei Assists.
Seit 2020 gehört er der U23-Nationalmannschaft an.